# Litchfield (Connecticut)
Litchfield is een plaats (town) in de Amerikaanse staat Connecticut, en valt bestuurlijk gezien onder Litchfield County.
Plaatsen binnen de town vallen zijn:
- Bantam (borough)
- East Litchfield
- Litchfield (borough / centrum)
- Milton
- Northfield

## Demografie
Bij de volkstelling in 2000 werd het aantal inwoners vastgesteld op 8316.

## Geografie
Volgens het United States Census Bureau beslaat de plaats een oppervlakte van
147,1 km², waarvan 145,2 km² land en 1,9 km² water. Litchfield ligt op ongeveer 281 m boven zeeniveau.

## Plaatsen in de nabije omgeving
De onderstaande figuur toont nabijgelegen 'incorporated' en 'census-designated' plaatsen in een straal van 24 km rond Litchfield.

## Geboren in Litchfield
- Harriet Beecher Stowe (1811-1896), abolitioniste en schrijfster
- Mark Whitecage (1937-2021), jazzzanger